# Quebrada Agalteca
Quebrada Agalteca är ett vattendrag i Honduras.   Det ligger i departementet Departamento de Yoro, i den centrala delen av landet, 170 km norr om huvudstaden Tegucigalpa.